# Talang Kerinci
Talang Kerinci is een bestuurslaag in het regentschap Muaro Jambi van de provincie Jambi, Indonesië. Talang Kerinci telt 1892 inwoners (volkstelling 2010).